# Propaganda durante a Guerra Civil Iugoslava

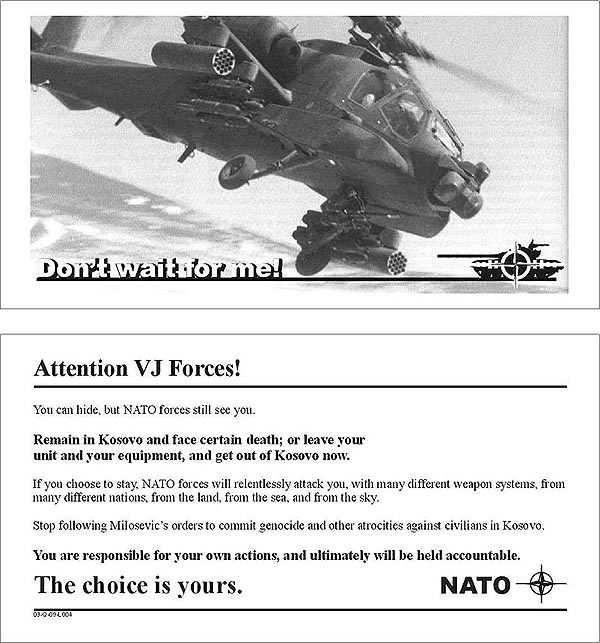
Panfleto da OTAN, utilizado para a Guerra psicológica durante a Guerra do Kosovo

Durante a Guerra Civil Iugoslava (1991–2001), a propaganda foi amplamente utilizada na mídia da República Federal da Iugoslávia e (até certo ponto) da Croácia e da Bósnia.
Ao longo dos conflitos, todos os lados usaram a propaganda como ferramenta. A mídia na antiga Iugoslávia estava dividida por linhas étnicas, e apenas algumas vozes independentes se opuseram à retórica nacionalista.
A propaganda foi usada com destaque por Slobodan Milošević e seu regime na Sérvia. Ele começou seus esforços para controlar a mídia no final da década de 1980 e, em 1991, consolidou com sucesso a Rádio Televisão da Sérvia e outras mídias sérvias, que se tornaram, em grande parte, porta-vozes de seu regime. Parte da acusação do Tribunal Penal Internacional para a ex-Iugoslávia contra Milošević o acusou de ter usado a mídia para fins de propaganda.
Na Croácia, a mídia incluía a principal emissora pública do estado, a Rádio e Televisão Croata, e ficou em grande parte sob o controle de Franjo Tuđman e seu partido, a União Democrática Croata (HDZ). A mídia croata se envolveu em propaganda durante a Guerra de Independência da Croácia e a Guerra da Bósnia.
Alguns analistas também alegaram que táticas de propaganda foram usadas pela mídia ocidental na cobertura das guerras, particularmente na representação negativa dos sérvios durante os conflitos.

## Contexto e análise
Durante a dissolução da Iugoslávia, os meios de comunicação desempenharam um papel fundamental na influência da opinião pública sobre o conflito.  Os meios de comunicação social controlados pelos regimes estatais ajudaram a promover um ambiente que tornou a guerra possível, ao atacar os princípios cívicos, alimentando o medo da violência étnica e promovendo o consentimento.  Embora todas as partes nas Guerras Iugoslavas tenham usado propaganda,  o regime de Slobodan Milošević desempenhou um papel de liderança na sua disseminação.  Em 1987, Milošević começou a usar a televisão estatal para retratar a República Socialista Federativa da Iugoslávia como "anti-sérvia", o que provocou propaganda rival da Croácia e da Bósnia e Herzegovina.  A maioria dos meios de comunicação foi cúmplice dessas táticas, sucumbiu aos seus respectivos partidos étnicos e políticos e agiu como ferramentas de propaganda nacionalista. As excepções foram um punhado de meios de comunicação independentes.  
Houve uma série de escândalos importantes na mídia na década de 1980, como o incidente de Đorđe Martinović em 1985 e o caso Vojko i Savle em 1987. O Memorando da SANU ganhou destaque depois de ter vazado na grande mídia em 1986.
Muito antes do conflito na Croácia eclodir, tanto a mídia sérvia quanto a croata prepararam seu público para a violência e o conflito armado ao exibir histórias de atrocidades da Segunda Guerra Mundial perpetradas uma pela outra. Assim, na mídia croata, os sérvios representavam os Chetniks (ou ocasionalmente os Partisans), e na mídia sérvia, os croatas eram retratados como Ustaše.  Uma vez iniciados os combates, estes foram os rótulos utilizados rotineiramente nos relatos de guerra nos meios de comunicação social de ambos os lados; incutiram ódio e medo entre a população.  As campanhas de propaganda sérvia e croata também se reforçaram mutuamente. A retórica nacionalista apresentada pelo presidente croata Franjo Tudjman e outras figuras públicas croatas antes e depois das eleições parlamentares croatas de 1990 ajudou Milošević. Da mesma forma, as políticas de Milošević na Croácia provocaram sentimentos nacionalistas entre os croatas, que Tudjman usou em seu benefício.  Em 1990, o caminho para a guerra começou a ser alardeado pelos nacionalistas sérvios e croatas e, mais tarde, também pelos muçulmanos bósnios. 

Tanto Milošević como Tudjman tomaram o controlo dos meios de comunicação social nas suas respectivas repúblicas e usaram notícias de jornais, rádio e televisão para atiçar as chamas do ódio.  A jornalista Maggie O'Kane observou que ambos os líderes estavam cientes da importância de instigar campanhas de propaganda "que preparassem o país dos filhos de Tito – essencialmente um país etnicamente misto – para a divisão do ideal iugoslavo".  Sobre o estado da mídia na Sérvia e na Croácia na época, Kemal Kurspahić escreveu:
A mídia dominante em ambas as repúblicas – rádio e televisão estatais, bem como jornais estatais como Politika e Politika ekspres em Belgrado e Vjesnik e Večernji list em Zagreb – estavam totalmente alinhados para um confronto total de "nós contra eles". Na redação, não havia espaço ou interesse na preocupação ou ponto de vista do "outro", nem mesmo a pretensão de objetividade ou curiosidade em ouvir o outro lado da história, e nenhum questionamento ou crítica ao que "o nosso lado" estava fazendo..
Na Bósnia, os meios de comunicação social também estavam divididos por linhas étnicas,   o que ajudou a prolongar a Guerra da Bósnia e foi um obstáculo à obtenção da paz. 
Várias táticas de propaganda foram usadas pelos lados em guerra nas Guerras Iugoslavas, como relatos exagerados de crimes de guerra. Por exemplo, tanto os meios de comunicação muçulmanos da Bósnia como os sérvios relataram que os seus bebés eram usados como alimento para animais de jardim zoológico.  As vítimas dos massacres foram falsamente representadas como membros do seu próprio grupo étnico ou como se o outro lado tivesse matado o seu próprio povo para fins de propaganda.  Todos os lados usaram documentários e filmes para apoiar as suas próprias agendas. 

## Mídia sérvia

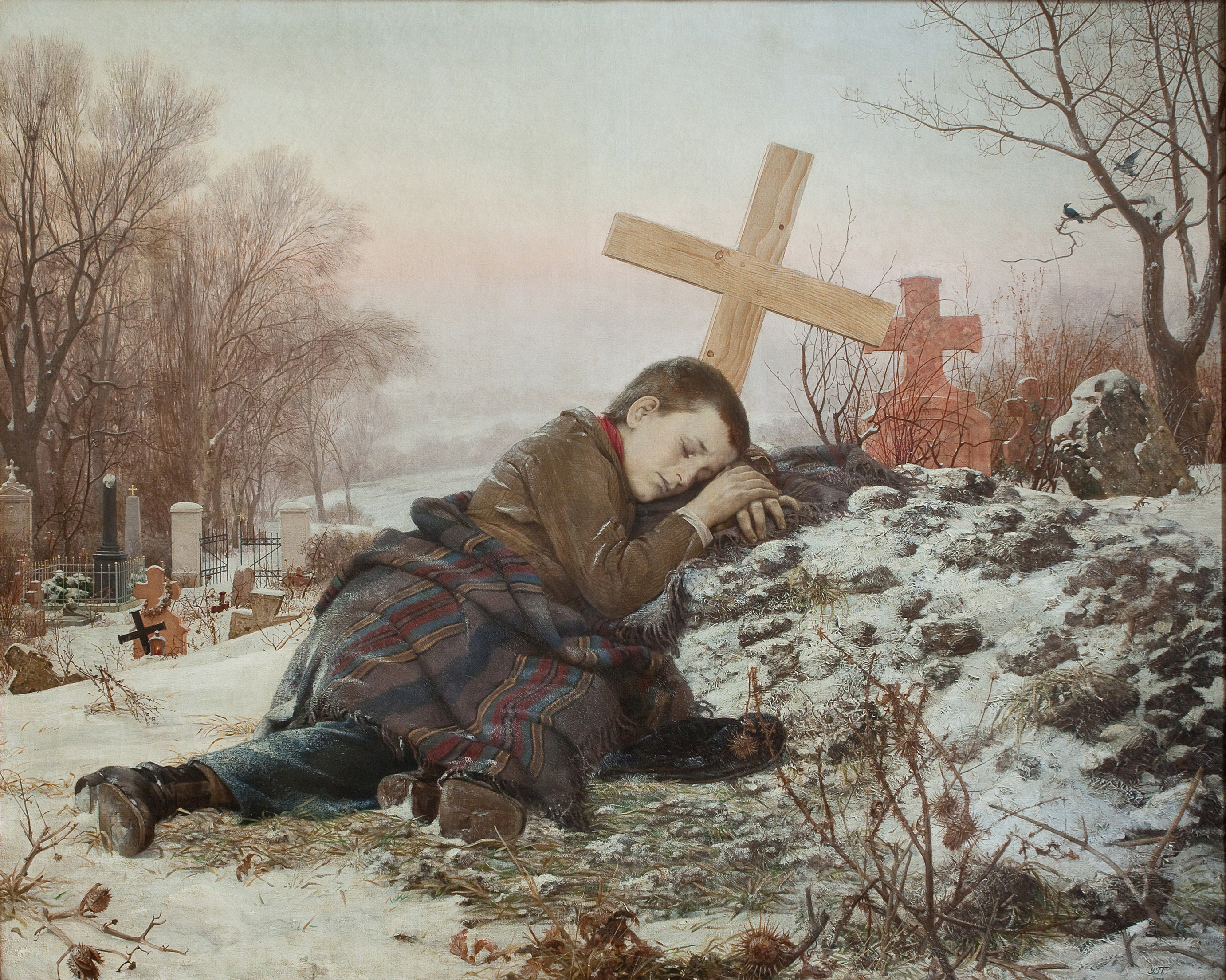
Durante a Guerra da Bósnia, o jornal sérvio Večernje novosti publicou uma reportagem de guerra supostamente da Bósnia, ilustrada com a pintura de Uroš Predić de 1888 (acima), apresentada como uma fotografia real de um "menino sérvio cuja família inteira foi morta por muçulmanos bósnios". O título original da pintura de Predić é "Siroče na majčinom grobu" (Órfão no túmulo da mãe).

No Tribunal Penal Internacional para a ex-Iugoslávia (TPIJ), uma das acusações contra o presidente sérvio Slobodan Milošević foi o uso da mídia estatal sérvia para criar uma atmosfera de medo e ódio entre os sérvios ortodoxos da Iugoslávia, ao espalhar "mensagens exageradas e falsas de ataques étnicos por muçulmanos bósnios e croatas católicos contra o povo sérvio...".

### Reinado de Milošević e o controle da mídia sérvia
Milošević iniciou seus esforços para ganhar controle sobre a mídia em 1986 a 1987,  um processo que foi concluído no verão de 1991. Em 1992, a Rádio Televisão da SérviaRádio Televisão de Belgrado, juntamente com a Rádio Televisão Novi Sad (RTNS) e a Rádio Televisão Pristina (RTP), tornaram-se parte da Rádio Televisão da Sérvia, uma rede centralizada e rigorosamente governada, que pretendia ser um porta-voz das políticas de Milošević. Durante a década de 1990, o Dnevnik (Notícias Diárias) foi usado para promover a "sábia política de Slobodan Milošević" e para atacar "os servidores das potências ocidentais e as forças do caos e do desespero", a oposição sérvia. 
Segundo Danielle S. Sremac, ao contrário dos croatas e dos bósnios, os esforços de relações públicas da Sérvia eram inexistentes, uma vez que o governo de Milošević desprezava a imprensa ocidental.  No entanto, a Wise Communications em Washington representou os interesses da Sérvia por meio de um contrato com a empresa petrolífera sérvia Jugopetrol até que sanções foram impostas pelo embargo da ONU à Sérvia. Bill Wise, presidente da empresa, declarou: "Organizamos entrevistas na televisão e publicamos artigos em publicações americanas para Slobodan Milosevic. Parte do nosso papel era equilibrar as informações vindas da Iugoslávia". Um grupo de empresários sérvios contratou a Ian Greer Associates para organizar um lobby em Westminster, comunicar a mensagem sérvia e impedir sanções econômicas da Comunidade Econômica Europeia. Parou de funcionar também quando a ONU impôs sanções em junho de 1992. Outras atividades de RP incluíram a Burson-Marsteller, que administrou as relações políticas e com a mídia para a visita do novo primeiro-ministro iugoslavo, Milan Panić, e uma série de centros de informação sérvios e lobistas individuais de ambos os lados. 
De acordo com o professor Renaud De la Brosse, professor sênior da Universidade de Reims, uma testemunha chamada pelo Gabinete do Promotor do TPIJ, as autoridades sérvias usaram a mídia como arma em sua campanha militar. “Na Sérvia, especificamente, a utilização dos meios de comunicação social para fins e objectivos nacionalistas fazia parte de um plano bem pensado – ele próprio parte de uma estratégia de conquista e afirmação de identidade”.  Segundo de la Bosse, a ideologia nacionalista definiu os sérvios em parte de acordo com um mito histórico, baseado na derrota da Sérvia pelas forças otomanas na Batalha de Kosovo em 1389, e em parte no Genocídio dos Sérvios cometido durante a Segunda Guerra Mundial pelo fascista croata Ustaše, que governou o Estado Independente da Croácia. O desejo de independência dos croatas alimentou as chamas do medo, especialmente nas regiões de maioria sérvia da Croácia. Segundo de la Bosse, a nova identidade sérvia tornou-se uma oposição aos "outros": croatas (que caíram em ustashe ) e muçulmanos (que caíram em poturice).  Até mesmo a democracia croata foi descartada, uma vez que " Hitler chegou ao poder na Alemanha no âmbito de um mecanismo multipartidário, mas posteriormente tornou-se um grande ditador, agressor e criminoso"  Termos como "genocida", "fascistoide", "herdeiro do líder ustaše Ante Pavelić " e "vice-rei croata neo-ustaše" foram usados pela mídia sérvia para descrever o presidente croata Franjo Tudjman. Em contraste, Milošević foi descrito como "sábio", "decisivo", "inabalável" e "a pessoa que estava restaurando a dignidade nacional ao povo sérvio". 

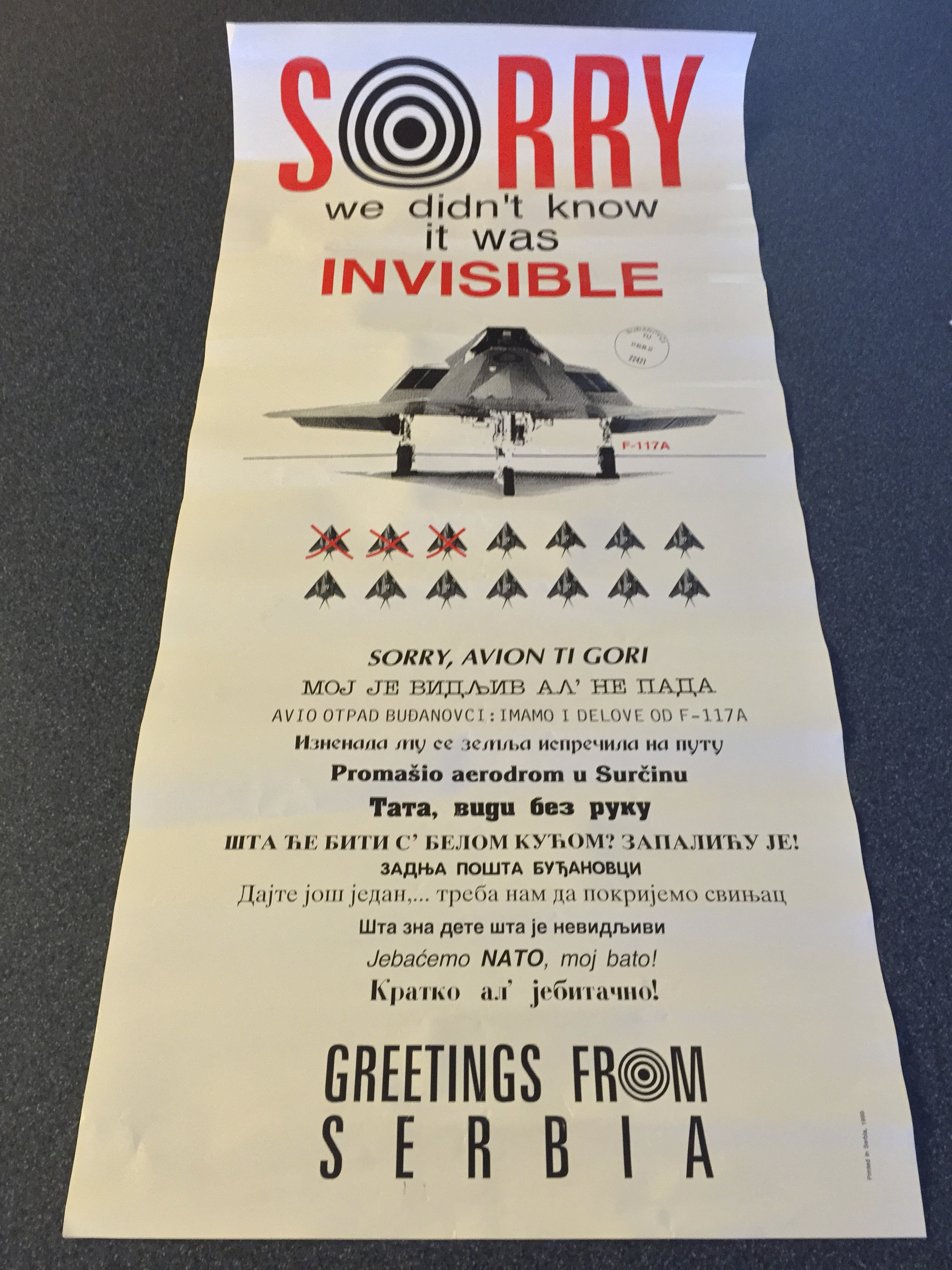
Um pôster de propaganda celebrando a queda do F-117 Nighthawk da OTAN em 1999, durante o bombardeio da OTAN na Sérvia em 1999.

Milošević, antes da Guerra do Kosovo, permitiu que a mídia impressa independente publicasse, mas sua distribuição era limitada. Seus métodos de controle da mídia incluíam criar escassez de papel, interferir ou interromper suprimentos e equipamentos e confiscar jornais por serem impressos sem as devidas licenças ou outros motivos. No caso da mídia pública, ele poderia demitir, promover, rebaixar ou condenar publicamente jornalistas. Em 1998, ele aprovou uma lei sobre a comunicação social que criou um tribunal especial para julgar as violações e que tinha a capacidade de impor multas pesadas e confiscar bens se não fossem imediatamente pagos.  A Human Rights Watch informou que cinco editores de jornais independentes foram acusados de disseminar desinformação por se terem referido aos albaneses que morreram no Kosovo como “pessoas”, em vez de “terroristas”.  A repressão do governo à mídia independente se intensificou quando as forças da OTAN ameaçaram intervir no Kosovo no final de setembro e início de outubro. Além disso, o governo também manteve o controlo directo da rádio e da televisão estatais, que forneciam notícias à maior parte da população.  De acordo com o relatório de de la Brosse, a mídia controlada por Milošević alcançou mais de 3,5 milhões de pessoas todos os dias. Dado isso e a falta de acesso a notícias alternativas, de la Brosse afirma que é surpreendente quão grande foi a resistência à propaganda de Milošević entre os sérvios, como evidenciado não apenas nas manifestações massivas na Sérvia em 1991 e 1996-97, ambas as quais quase derrubaram o regime, mas também na resistência generalizada ao recrutamento e na deserção do exército.  Mais de 50.000 pessoas participaram em muitos protestos anti-guerra em Belgrado, e mais de 150.000 pessoas participaram no protesto mais massivo, "A Marcha da Fita Negra", em solidariedade com o povo de Sarajevo.   Estima-se que entre 50.000 e 200.000 pessoas desertaram do Exército Popular Iugoslavo e que entre 100.000 e 150.000 pessoas emigraram da Sérvia por se recusarem a participar na guerra.  
De la Brosse descreve como a RTS (Rádio Televisão da Sérvia) retratou os eventos em Dubrovnik e Sarajevo: "As imagens mostradas de Dubrovnik vieram acompanhadas de um comentário acusando aqueles do Ocidente que filmaram de manipulação e de terem queimado um pneu diante de suas câmeras para dar a impressão de que a cidade estava em chamas. Quanto aos projéteis disparados contra Sarajevo e aos danos causados, por vários meses foi simplesmente como se nunca tivesse acontecido aos olhos dos telespectadores sérvios, porque a televisão de Belgrado exibia imagens da cidade tiradas meses e até anos antes para negar que isso tivesse ocorrido". O público sérvio foi alimentado com desinformação semelhante sobre Vukovar, de acordo com um antigo correspondente da Reuters, Daniel Deluce: "A Rádio Televisão Sérvia criou um universo estranho no qual Sarajevo, a capital da Bósnia, nunca tinha sido sitiada e no qual a devastada cidade croata de Vukovar tinha sido 'libertada'". 

O julgamento do TPIJ na condenação de Milan Babić, o primeiro presidente da República Sérvia da Krajina, uma entidade autoproclamada de domínio sérvio na Croácia, declarou:
Babić fez discursos inflamados de cunho étnico durante eventos públicos e na mídia, o que contribuiu para a atmosfera de medo e ódio entre os sérvios que viviam na Croácia e os convenceu de que só estariam seguros em um Estado independente. Babić afirmou que, durante os eventos, e em particular no início de sua carreira política, foi fortemente influenciado e enganado pela propaganda sérvia, que repetidamente se referia a uma ameaça iminente de genocídio pelo regime croata contra os sérvios na Croácia, criando assim uma atmosfera de ódio e medo em relação aos croatas. Em última análise, esse tipo de propaganda levou ao desencadeamento de violência contra a população croata e outros não sérvios.  – O TPIJ no seu julgamento contra Milan Babić
Željko Kopanja, editor do jornal independente Nezavisne Novine, ficou gravemente ferido por um carro-bomba após publicar histórias detalhando atrocidades cometidas por sérvios contra bósnios durante a Guerra da Bósnia. Ele acreditava que a bomba havia sido plantada pelos serviços de segurança da Sérvia para impedi-lo de publicar mais histórias. Uma investigação do FBI apoiou suas suspeitas. 

### Casos de propaganda sérvia

#### Caso do "genocídio de Pakrac"
Durante o confronto de Pakrac, o jornal sérvio Večernje novosti relatou que cerca de 40 civis sérvios foram mortos em Pakrac em 2 de março de 1991 pelas forças croatas. A história foi amplamente aceita pelo público e por alguns ministros do governo sérvio, como Dragutin Zelenović. O relatório não pôde ser confirmado por outros meios de comunicação de todos os sete municípios com o nome "Pakrac" na antiga Iugoslávia. 

#### Caso do "massacre de bebês em Vukovar"
Um dia antes da execução de 264 prisioneiros de guerra e civis croatas no massacre de Ovčara, a mídia sérvia relatou que 40 bebês sérvios foram mortos em Vukovar. A Dra. Vesna Bosanac, chefe do hospital de Vukovar, de onde foram retirados os prisioneiros de guerra e os civis croatas, disse acreditar que a história dos bebés massacrados foi divulgada intencionalmente para incitar os nacionalistas sérvios a executarem croatas. 

#### Caso "30.000 Ustaše em Dubrovnik"

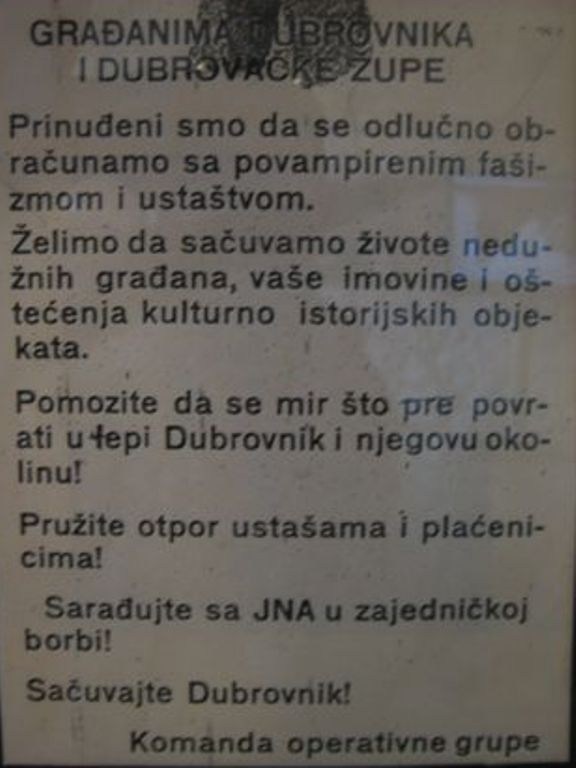
Um panfleto convocando os cidadãos de Dubrovnik a cooperar com o Exército Popular Iugoslavo contra o "fascismo vampírico e o ustašismo" dos croatas

Antes do cerco de Dubrovnik, os oficiais iugoslavos (nomeadamente Pavle Strugar ) fizeram um esforço concertado para deturpar a situação militar no terreno e exageraram a "ameaça" de um ataque croata ao Montenegro por "30.000 ustaše armados e 7.000 terroristas, incluindo mercenários curdos ".  Essa propaganda foi amplamente difundida pelos meios de comunicação social controlados pelo Estado da Sérvia e Montenegro. 
Na realidade, as forças militares croatas presentes na área em setembro eram praticamente inexistentes.  As forças croatas consistiam em apenas uma unidade recrutada localmente, que contava com menos de 1.500 homens e não tinha tanques nem armas pesadas. Além disso, não havia mercenários, curdos ou não, lutando pelos croatas. 

#### Caso "pneus em chamas em Dubrovnik"
Durante o cerco de Dubrovnik em 1991, o exército iugoslavo bombardeou a cidade portuária croata, e a Rádio Televisão da Sérvia mostrou Dubrovnik com colunas de fumo e afirmou que a população local estava a queimar pneus de automóveis para simular a destruição da cidade. 

#### "Quarto Reich" e "conspiração do Vaticano"
A mídia de Belgrado às vezes noticiava a suposta conspiração de "forças estrangeiras" para destruir a Iugoslávia. Numa ocasião, a TV Belgrado mostrou Tuđman a apertar a mão ao chanceler alemão Helmut Kohl e acusou-os de conspirarem para impor "um Quarto Reich", e até a Santa Sé foi culpada de "apoiar os secessionistas".  Como consequência, em Setembro de 1991, as embaixadas da Alemanha e do Vaticano foram alvos de manifestantes sérvios, que gritavam: "O Papa João Paulo II apoia o neofascismo na Croácia". 

#### Operação Opera Orientalis
Durante a notória operação de falsa bandeira Opera Orientalis, conduzida em 1991 pelo serviço de inteligência da Força Aérea Iugoslava, a mídia sérvia fez repetidamente falsas acusações nas quais a Croácia estava conectada com a Segunda Guerra Mundial, o fascismo, o nazismo e o antissemitismo com o objetivo de desacreditar as demandas croatas de independência no Ocidente.  

#### Citação de Tuđman de 1992 sobre "A Croácia quer a guerra"
A mídia sérvia enfatizou que o presidente croata Franjo Tuđman havia iniciado a guerra na Croácia. Para corroborar essa noção, a mídia repetidamente fez referência ao seu discurso em Zagreb em 24 de maio de 1992 e alegou que ele teria dito: "Não teria havido uma guerra se a Croácia não a quisesse". Durante os seus julgamentos no TPIJ, Slobodan Milošević e Milan Martić também recorreram frequentemente à citação de Tuđman para provar a sua inocência. 
No entanto, os procuradores do TPIJ obtiveram a gravação integral do seu discurso, reproduziram-na na íntegra durante o julgamento de Martić, em 23 de Outubro de 2006, e provaram que Tuđman nunca disse que a Croácia "queria a guerra".  Ao reproduzir a fita, Borislav Đukić foi forçado a admitir que Tuđman não havia dito o que havia sido alegado.  A citação é, na verdade, a seguinte: "Alguns indivíduos no mundo que não eram amigos da Croácia alegaram que nós também éramos responsáveis pela guerra. E eu respondi a eles: Sim, não teria havido guerra se tivéssemos desistido de nosso objetivo de criar uma Croácia soberana e independente. Sugerimos que nosso objetivo deveria ser alcançado sem guerra, e que a crise iugoslava deveria ser resolvida transformando a federação, na qual ninguém estava satisfeito, particularmente a nação croata, em uma união de países soberanos na qual a Croácia seria soberana, com seu próprio exército, seu próprio dinheiro, sua própria diplomacia. Eles não aceitaram". 

#### Caso dos "mujahidins bósnios"
A propaganda sérvia durante a Guerra da Bósnia retratou os muçulmanos bósnios como extremistas violentos e fundamentalistas islâmicos.  Após uma série de massacres de bósnios, algumas centenas (entre 300  e 1.500 ) de mercenários de língua árabe, principalmente do Médio Oriente e do Norte de África, chamados Mujahidin, chegaram à Bósnia na segunda metade de 1992 com o objetivo de ajudar "os seus irmãos muçulmanos".  No entanto, os meios de comunicação social sérvios relataram um número muito maior de mujahidin e apresentaram-nos como terroristas e uma enorme ameaça à segurança europeia.  para inflamar o ódio anti-muçulmano entre os sérvios e outros cristãos.   Nenhuma acusação foi emitida pelo TPIJ contra nenhum dos voluntários estrangeiros. No entanto, foram documentados casos de unidades mujahidin que perpetraram crimes de guerra, incluindo a morte, tortura e decapitação de civis e soldados sérvios e croatas.     Um antigo comandante do Exército Bósnio, Rasim Delić, foi condenado a três anos de prisão pelo TPIJ, em parte por crimes cometidos por uma unidade mujahidin que fazia parte da sua divisão, que tinha torturado, decapitado e mutilado prisioneiros sérvios capturados. 

#### Caso "médicos monstros de Prijedor"
Pouco antes do massacre de civis bósnios e croatas em Prijedor, a propaganda sérvia caracterizou pessoas não sérvias proeminentes como criminosos e extremistas que deveriam ser punidos por seu comportamento. O Dr. Mirsad Mujadžić, um político bósnio, foi acusado de injetar drogas em mulheres sérvias para torná-las incapazes de conceber filhos homens, o que por sua vez contribuiu para a redução da taxa de natalidade entre os sérvios. Além disso, o Dr. Željko Sikora, um croata, conhecido como o Doutor Monstro, foi acusado de forçar o aborto em mulheres sérvias se estivessem grávidas de filhos homens e de castrar os bebés do sexo masculino de pais sérvios.   Além disso, em um artigo do "Kozarski Vjesnik" datado de 10 de junho de 1992, o Dr. Osman Mahmuljin foi acusado de ter deliberadamente fornecido atendimento médico incorreto ao seu colega sérvio, Dr. Živko Dukić, que sofreu um ataque cardíaco.
Mile Mutić, o diretor do Kozarski Vjesnik, e o jornalista Rade Mutić compareciam regularmente a reuniões de políticos sérvios para se informarem sobre os próximos passos na difusão de propaganda.  

#### Caso da "conspiração de Markale"
Os massacres de Markale foram dois ataques de artilharia contra civis no mercado de Markale, cometidos pelo Exército da República Sérvia durante o Cerco de Sarajevo.   Encorajados pelo relatório inicial da Força de Proteção das Nações Unidas, os meios de comunicação social sérvios afirmaram que o governo bósnio tinha bombardeado os seus próprios civis para conseguir que as potências ocidentais interviessem contra os sérvios.    Contudo, em Janeiro de 2003, o TPIJ concluiu que o massacre tinha sido cometido por forças sérvias em redor de Sarajevo.  Embora amplamente divulgado pela comunicação social internacional, o veredicto foi ignorado na própria Sérvia.   

#### Leões do caso Pionirska Dolina
Durante o cerco de Sarajevo, a propaganda sérvia tentava justificar o cerco a qualquer custo. Como resultado desse esforço, a televisão nacional sérvia mostrou uma reportagem que afirmava: "Crianças sérvias estão sendo dadas como alimento para leões no zoológico de Sarajevo, chamado Pionirska Dolina, por extremistas muçulmanos".   

#### Kravica causando vingança em Srebrenica
Enquanto o enclave de Srebrenica estava sob cerco pelo Exército da República Sérvia, seu comandante, Naser Orić, liderou vários ataques ao redor das aldeias vizinhas controladas pelos sérvios, muitas das quais eram bósnias antes da guerra, mas foram tomadas pelas forças sérvias durante os primeiros meses do cerco. As operações resultaram em muitas baixas sérvias. Orić foi posteriormente indiciado pelo TPIJ em sua sentença de julgamento. Foi estabelecido que as tropas regulares bósnias em Srebrenica eram muitas vezes incapazes de conter os grandes grupos de civis famintos que participavam nos ataques para obter alimentos das aldeias sérvias.  No entanto, os ataques foram descritos por alguns meios de comunicação sérvios como o principal gatilho para o ataque sérvio a Srebrenica em 1995. Um apresentador de televisão em Pale disse que "Srebrenica foi libertada dos terroristas" e que "a ofensiva ocorreu depois de o lado muçulmano ter atacado as aldeias sérvias fora da zona protegida de Srebrenica". 

### Propaganda como parte da acusação no TPIJ

#### Propaganda como parte da acusação contra Milošević
Dois membros do Serviço Federal de Segurança (KOG) testemunharam a favor da acusação no julgamento de Milosevic sobre seu envolvimento em sua campanha de propaganda. Slobodan Lazarević revelou supostas atividades clandestinas da KOG destinadas a minar o processo de paz, incluindo a mineração de um campo de futebol, de uma torre de água e da ferrovia reaberta entre Zagreb e Belgrado. Essas ações foram atribuídas aos croatas. Mustafa Čandić, um dos quatro chefes assistentes do KOG, descreveu o uso de tecnologia para fabricar conversas para fazer parecer que as autoridades croatas estavam dizendo aos croatas na Sérvia para saírem, a fim de criar uma Croácia etnicamente pura. A conversa foi transmitida depois que um ataque sérvio contra croatas que viviam na Sérvia os forçou a fugir. Ele testemunhou outro caso de desinformação envolvendo uma transmissão televisiva de cadáveres, descritos como civis sérvios mortos por croatas. Čandić testemunhou que acreditava que eram de fato corpos de croatas mortos por sérvios, mas essa declaração não foi verificada. Ele também corroborou a existência das Operações Opera e Labrador.   

### Bombardeio da RTS e consequências

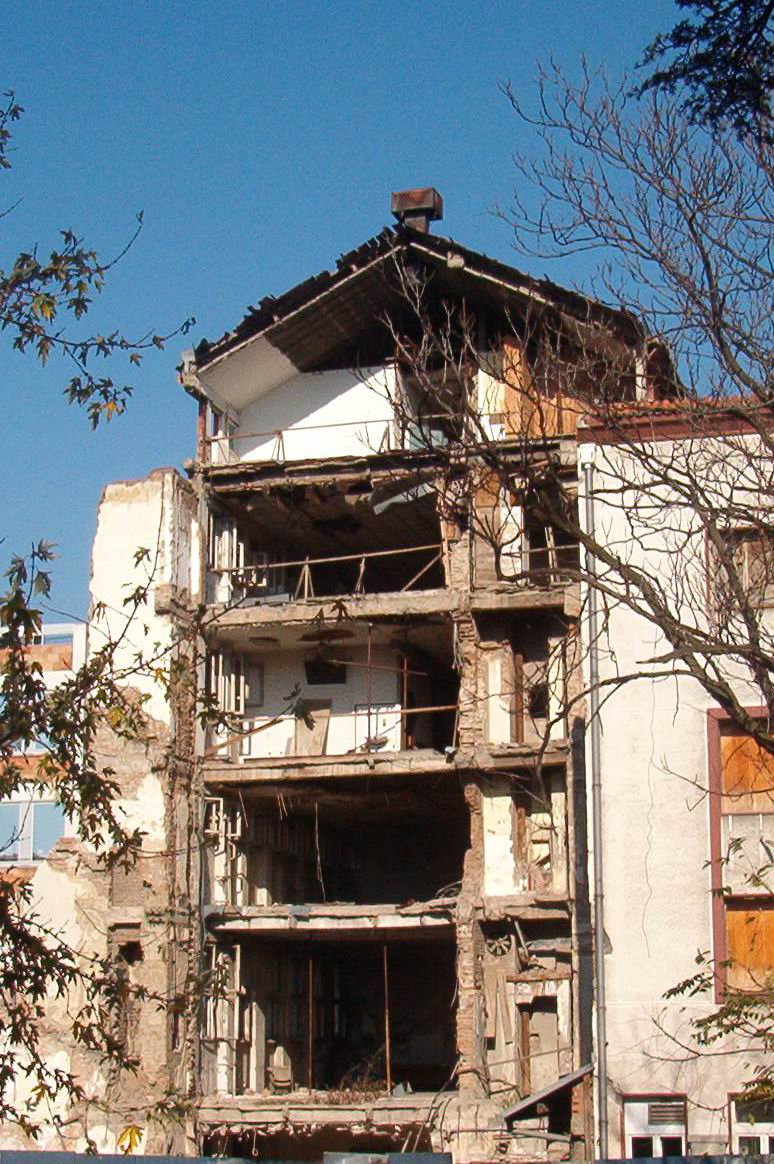
O edifício da Rádio Televisão da Sérvia foi destruído pela OTAN em 24 de abril de 1999.

Durante o bombardeamento da OTAN na Iugoslávia em 1999, o edifício da Rádio Televisão da Sérvia em Belgrado foi destruído pela OTAN   apesar da controvérsia. A França opôs-se ao bombardeamento e a Amnistia Internacional e a Human Rights Watch condenaram-no como um ataque a um alvo civil.  
Quando o governo de Milošević foi derrubado em outubro de 2000, a RTS foi o principal alvo dos manifestantes. Após o ataque ao Parlamento, os manifestantes dirigiram-se ao edifício da RTS. 

#### Desculpas da RTS
Em 23 de maio de 2011, a RTS emitiu um pedido oficial de desculpas pelo uso indevido da sua programação para espalhar propaganda e desacreditar os opositores políticos na década de 1990 e por a sua programação ter "ferido os sentimentos, a integridade moral e a dignidade dos cidadãos da Sérvia, dos intelectuais de orientação humanista, dos membros da oposição política, dos jornalistas com espírito crítico, de certas minorias na Sérvia, de grupos religiosos minoritários na Sérvia, bem como de certos povos e estados vizinhos".  

### Resistência
Vários meios de comunicação independentes sérvios resistiram à influência e ao controle de Milošević e tentaram contrabalançar sua retórica nacionalista. Incluíam a rádio B92, a Studio B Television e a revista Vreme.   Em Maio de 1992, a Vreme publicou artigos sobre a destruição de cidades na Bósnia e na Croácia e, em Novembro de 1992, descreveu ataques a locais de património cultural (tanto por forças sérvias como por forças não sérvias).  A voz dissidente mais notável, contudo, veio do jornal diário de Belgrado, Borba.    Uma equipa de investigadores da Universidade de Liubliana estudou os meios de comunicação social sérvios e croatas durante a guerra e descobriu que Borba tentou "manter uma atitude racional" em relação à guerra, que incluía a publicação de informações abrangentes e relatórios objetivos sobre as reações do governo croata a eventos individuais, o que faltava nos meios de comunicação social croatas.  Foi o primeiro jornal a cobrir a destruição de cinco mesquitas na cidade de Bijeljina em março de 1993 durante a Guerra da Bósnia.  Na imprensa controlada por Milošević, os editores de Borba foram apontados como "traidores".  Os meios de comunicação independentes eram regularmente assediados e lutavam para se manterem à tona. 

## Mídia croata

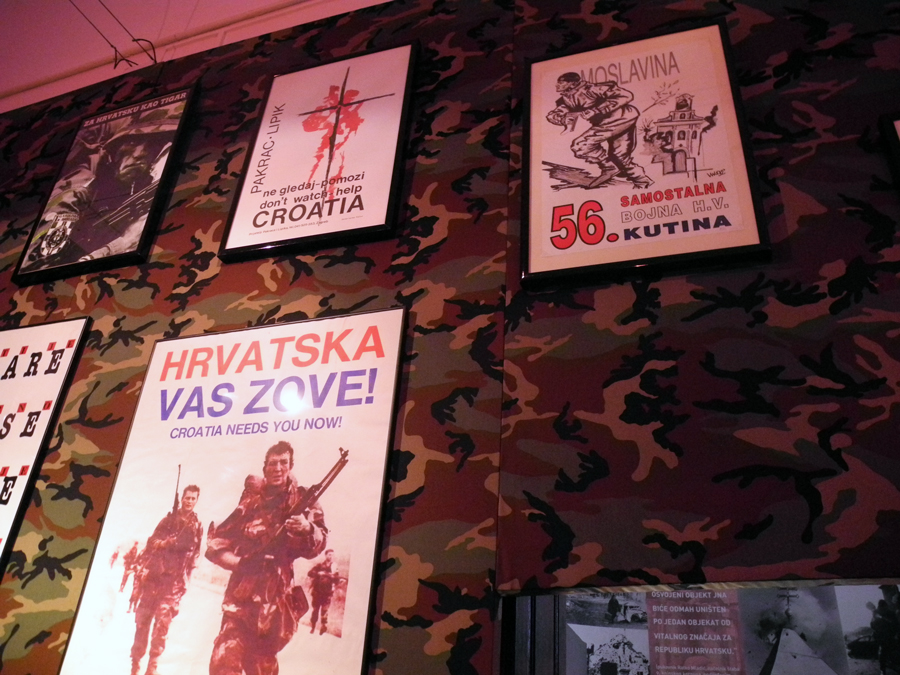
Cartazes de propaganda croata durante a Guerra da Independência da Croácia

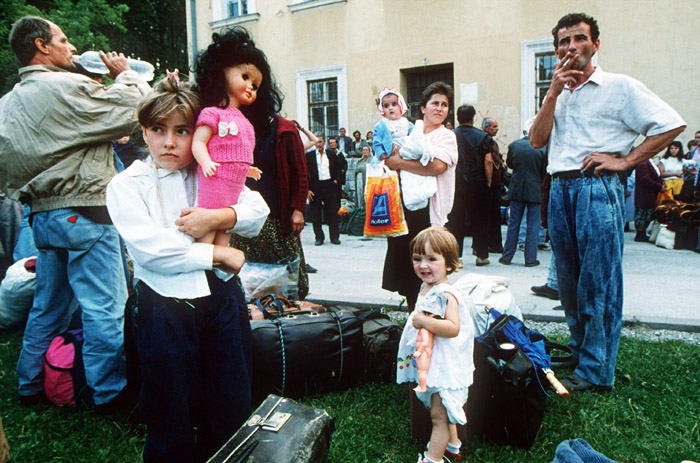
Refugiados em Travnik, uma cidade no Vale de Lašva, 1992-1993. Foto de Mikhail Evstafiev

A guerra na Croácia foi o segundo conflito secessionista na Iugoslávia e seguiu o conflito na Eslovênia. Tudjman e seu governo retrataram o conflito para os EUA como uma guerra da democracia contra o comunismo e do bem contra o mal. O Ministério da Informação croata cresceu em tamanho e o partido no poder, a União Democrática Croata (HDZ), fortaleceu sua influência na televisão, no rádio e na mídia impressa croatas. Os meios de comunicação ocidentais estavam então sediados na Croácia e, portanto, susceptíveis de serem influenciados pelo governo croata.  No verão de 1991, a Croácia contratou a Ruder Finn, uma empresa de relações públicas cujos serviços incluíam comunicações com representantes do governo dos EUA, bem como com a mídia internacional, para reforçar a imagem pública do país.  A estratégia incluía a mobilização dos 2,5 milhões de croatas nos EUA para fazerem lobby junto dos seus próprios representantes no Congresso.  A empresa organizou viagens à Croácia por representantes dos EUA e combinou as visitas com vídeos de morte e destruição.  A perspectiva dominante nos meios de comunicação e no discurso ocidentais continuou a ser a de que o expansionismo sérvio, e não o secessionismo croata, tinha causado o conflito.  Em Londres, os representantes croatas iniciaram negociações com empresas de lobby, incluindo a Hill and Knowlton, e ofereceram 500.000 libras para a criação de uma campanha mediática para obter reconhecimento oficial e aumentar o perfil da Croácia. 
Em Maio de 1990, o presidente croata Franjo Tuđman e o seu partido no poder, o HDZ, iniciaram a tomada do controlo da rádio e da televisão croatas.  Para ajudar no processo, Tuđman nomeou o veterano diretor de cinema Antun Vrdoljak, que lamentou que "era inaceitável que a TV croata tivesse seis sérvios e meio dirigindo seu jornal noturno" (a "metade" era aquela com "sangue misto").  O Parlamento croata, dominado pelo HDZ, logo nomeou membros leais ao partido para altos cargos gerenciais e editoriais na Rádio e Televisão Croatas (HRT). Em Setembro de 1991, 300 funcionários da HRT foram despedidos por “razões de segurança”. Acontece que tinham sido despedidos por serem de etnia sérvia, casados com uma sérvia, por terem um pai membro do Exército Iugoslavo (JNA) ou por não serem apoiantes da HDZ. 
À medida que a guerra se aproximava, transmissões de televisão da capital, Zagreb, acusavam o regime comunista iugoslavo de "esfregar" o legado Ustaše da Croácia. Os meios de comunicação social croatas apresentaram os croatas como vítimas de uma conspiração comunista que queria estigmatizá-los permanentemente.  Ao mesmo tempo, algumas sepulturas e monumentos de guerra dos guerrilheiros croatas foram profanados ou destruídos, especialmente aqueles dedicados às vítimas dos campos de Ustaše.  Após a primeira insurreição dos sérvios croatas em 1990, os meios de comunicação social croatas começaram a referir-se aos sérvios como “hordas de Chetniks barbudos”, “terroristas e conspiradores” e um “povo pouco inclinado à democracia”.  O presidente sérvio Slobodan Milošević foi descrito como um "stalinista e bolchevique", "bastardo de Stalin", um "ladrão de banco" e um "populista autoritário". Entretanto, a comunicação social croata retratou Tuđman como "sábio", "digno", "estável" e "um estadista maduro". 
Após o início da guerra, a propaganda croata foi progressivamente explorando a superioridade moral das vítimas, mostrando a devastação em cidades como Dubrovnik e Vukovar e omitindo as aldeias sérvias que estavam em chamas. 
Os croatas também usaram propaganda contra os sérvios e contra os bósnios durante a Guerra Croata-Bosníaca de 1992-1994, que foi parte da maior Guerra da Bósnia. Em seu relatório de 1993, o ACNUDH alertou que a maior parte da mídia televisiva croata estava sob controle do governo e que o estado da mídia tem um "clima predominante de ódio nacional e religioso, que é frequentemente incentivado por meio de desinformação, censura e doutrinação". Durante o conflito croata-bósnio, a mídia croata chamou os muçulmanos bósnios de "agressores". Um relatório de Vjesnik alegando que 35 croatas foram enforcados perto da igreja católica em Zenica em 9 de agosto de 1993 foi posteriormente provado como falso. 
Durante a Guerra da Bósnia, as forças croatas tomaram as estações de transmissão de televisão, como em Skradno, e criaram sua própria rádio e televisão local para transmitir propaganda. No mesmo incidente, eles tomaram as instituições públicas, hastearam a bandeira croata sobre os prédios das instituições públicas e impuseram o dinar croata como moeda. De acordo com as Câmaras de Julgamento do TPIJ no caso Blaškić, as autoridades croatas criaram uma estação de rádio em Kiseljak para transmitir propaganda nacionalista.  Um padrão semelhante foi aplicado em Mostar e Gornji Vakuf, onde os croatas criaram uma estação de rádio, a Rádio Uskoplje . 
Os esforços de propaganda local em partes da Bósnia e Herzegovina que eram controladas pelos croatas foram apoiados por jornais diários croatas como Večernji List e Rádio e Televisão Croata, especialmente pelos controversos repórteres Dijana Čuljak e Smiljko Šagolj [hr], que ainda são responsabilizados pelas famílias das vítimas bósnias no caso Vranica por incitarem o massacre de prisioneiros de guerra bósnios em Mostar, ao transmitirem uma reportagem sobre supostos terroristas, presos por croatas, que vitimaram civis croatas. Os corpos dos prisioneiros de guerra bósnios foram encontrados mais tarde em uma vala comum em Goranci. A rádio e televisão croata apresentou o ataque croata a Mostar como um ataque de muçulmanos bósnios aos croatas que estavam alinhados com os sérvios.
De acordo com o TPIJ, nas primeiras horas de 9 de maio de 1993, o Conselho de Defesa Croata (HVO) atacou Mostar usando artilharia, morteiros, armas pesadas e armas de pequeno porte. O HVO controlava todas as estradas que levavam a Mostar, e o acesso foi negado a organizações internacionais. A Rádio Mostar anunciou que todos os bósnios deveriam pendurar uma bandeira branca em suas janelas. O HVO preparou e planejou bem seu ataque. 
Durante os julgamentos do TPIJ contra os líderes de guerra croatas, muitos jornalistas croatas que participaram como testemunhas de defesa tentaram relativizar os crimes de guerra cometidos pelas tropas croatas contra civis não croatas (bósnios na Bósnia e Herzegovina e sérvios na Croácia). Durante o julgamento contra o general Tihomir Blaškić, que mais tarde foi condenado por crimes de guerra, Ivica Mlivončić, um colunista croata no Slobodna Dalmacija, tentou defender o general apresentando uma série de alegações em seu livro Zločin s Pečatom ("Crime com Selo") sobre o suposto genocídio contra croatas (a maioria delas não comprovadas ou falsas), o que foi considerado pelas Câmaras de Julgamento como irrelevante para o caso. Após a condenação, ele continuou a escrever em Slobodna Dalmacija contra o TPIJ, apresentando-o como o tribunal contra os croatas, com afirmações chauvinistas de que o TPIJ não pode ser imparcial porque é financiado pela Arábia Saudita (ou seja, muçulmanos).  
O cinema croata e bósnio seguiu o discurso iniciado em Hollywood ao retratar os sérvios e a Sérvia como conquistadores, criminosos de guerra, ladrões e terroristas como um instrumento para elevar a consciência nacional.   
Apesar do controlo de Tuđman sobre os meios de comunicação, jornais independentes como o Slobodna Dalmacija e o Feral Tribune emprestaram as suas publicações a vozes críticas.  Os jornalistas do Feral Tribune foram os primeiros a revelar a extensão dos danos que o Conselho de Defesa Croata (HVO) infligiu aos locais de património islâmico durante a guerra na Bósnia, em Maio de 1994.  Suas críticas a Tuđman e seu regime resultaram em ameaças contra os funcionários e suas famílias por parte do público que ele encorajou. Em Julho de 1994, foi cobrado um imposto de 50% sobre a publicação, normalmente reservado às revistas pornográficas, mas foi posteriormente revogado. 

## Mídia bósnia
Houve casos de políticos "exagerando" o número de vítimas e/ou casos de estupro para suposto ganho político. Por exemplo, um antigo primeiro-ministro da Bósnia e Herzegovina, Haris Silajdžić, afirmou que, de abril a dezembro de 1992, 60.000 casos de violação contra mulheres bósnias foram cometidos por sérvios. A Assembleia Parlamentar do Conselho da Europa estima que o número total ronda os 20.000 dos três lados durante a guerra. 
Em junho de 1992, o presidente bósnio Alija Izetbegović assinou um contrato com a Ruder Finn, sediada em Washington, para promover uma liderança mais forte dos Estados Unidos nos Bálcãs. O "Centro de Comunicação de Crise da Bósnia", criado pela empresa, colocou líderes locais da Bósnia em contato com autoridades ocidentais e a mídia de massa. Também preparou artigos de notícias e narrativas de guerra para veículos de comunicação americanos como o New York Times, o The Washington Post, o USA Today e o Wall Street Journal.  A agência também trabalhou para garantir uma resolução da ONU em apoio à intervenção militar na Bósnia por “razões humanitárias”. 
Em uma entrevista de 1993, James Harff, presidente da Ruder Finn, elogiou os contatos de sua empresa com políticos, organizações de direitos humanos, jornalistas e outros membros da mídia e se gabou de suas realizações, principalmente em conquistar a opinião pública judaica para croatas, bósnios e kosovares após os "passados históricos da Croácia e da Bósnia" antissemitas durante a Segunda Guerra Mundial. Depois que o New York Newsday relatou uma história sobre "campos de extermínio" criados pelos sérvios em agosto de 1992, a Ruder Finn contatou importantes organizações judaicas. O resultado foi uma linguagem emotiva mais frequente na imprensa, que evocava as memórias do Holocausto e equiparava os sérvios aos nazistas. Harff observou que a velocidade era a chave na transmissão de informações, pois a primeira mensagem era "a mais importante" e "as negações subsequentes não tinham efeito" e acrescentou que sua função não era verificar as informações, apenas acelerar sua distribuição para seus clientes. 

## OTAN e a mídia ocidental

### Demonização dos Sérvios
Alguns estudiosos e observadores, como Nicholas Cull, David Welch, Noam Chomsky, Michael Parenti e Scott Taylor argumentam que, ao longo das guerras, a mídia ocidental enquadrou o conflito de uma forma que equivalia a demonizar não apenas Slobodan Milošević, mas também o povo sérvio como um todo.       Outros rejeitam a ideia de que a mídia ocidental esteja envolvida em propaganda anti-sérvia. O historiador Marko Attila Hoare contestou as alegações, que considerou vindas de "revisionistas de esquerda", e enfatizou que a "demonização dos sérvios" representava, na verdade, uma diversidade de opiniões sobre a guerra e que aqueles da "extrema esquerda ocidental" que faziam tais argumentos eram, entre outras coisas, "cínicos e hipócritas na [sua] utilização de factos e argumentos".  A análise do livro de Parenti feita pela Publishers Weekly afirmou: "Embora outros líderes políticos e militares dos Balcãs também possam merecer culpa, Milošević não merece defesa." 
O jornalista David Binder argumenta que a política dos EUA ao longo da década de 1990 foi regida por um "dogma simplista que culpa uma nação, os sérvios, como a origem do mal nos Balcãs" e que a "doutrina não escrita foi apoiada e difundida pelos meios de comunicação social dominantes".  Em contraste, Roger Cohen, um colunista do The New York Times, afirmou que as narrativas que afirmam a "demonização" dos sérvios foram usadas como uma manobra para inverter a visão geral das Guerras Jugoslavas, transformando os sérvios de agressores em vítimas.  O jornalista Michel Collon escreveu que se os autores dos crimes fossem de etnia sérvia, os meios de comunicação ocidentais acusariam toda a nação sérvia ("os sérvios"), em vez de usar uma terminologia precisa como "extremistas sérvios".  Philip Hammond, um professor de comunicação social e de media que se concentra no papel dos meios de comunicação social nos conflitos pós-Guerra Fria e nas intervenções internacionais, afirmou que, ao reportar as Guerras Iugoslavas, os meios de comunicação social britânicos recorreram a estereótipos dos sérvios para reportar a guerra. 
Sylvia Hale, comentando sobre o papel da mídia na legitimação de guerras, afirmou que Ruder Finn criou o The Crisis Center, que preparava um fluxo regular de artigos e narrativas de guerra para os meios de comunicação americanos.  Ela afirmou que a Ruder Finn se concentrava apenas nos campos de prisioneiros sérvios, mas que os muçulmanos bósnios e os croatas também criaram campos para pessoas que consideravam uma ameaça ao território que controlavam.  Ela também observou que o aumento exagerado do número de vítimas era outra táctica na guerra de propaganda dos meios de comunicação social.  De acordo com Herbert N. Foerstel, o principal objetivo de Ruder Finn era "pintar os sérvios como bárbaros". Em todos os comunicados com seus contatos, a mensagem era que "os sérvios eram responsáveis por toda a carnificina nos Bálcãs". A autora Florence Levinsohn escreveu que Croácia, Bósnia e Kosovo buscavam "conquistar os corações e mentes dos americanos" por meio da Ruder Finn, defendendo uma intervenção americana nas guerras. Para tal, era necessário que “os sérvios fossem demonizados, que o Ocidente simpatizasse com a situação das antigas repúblicas na sua luta heróica”. 
O jornalista americano Peter Brook examinou 1.500 artigos publicados em 1992 por diversas agências e meios de comunicação ocidentais. A proporção de artigos que apresentavam uma imagem positiva dos sérvios em relação aos artigos que apresentavam uma imagem predominantemente negativa era de 40:1. 

### Guerra do Kosovo

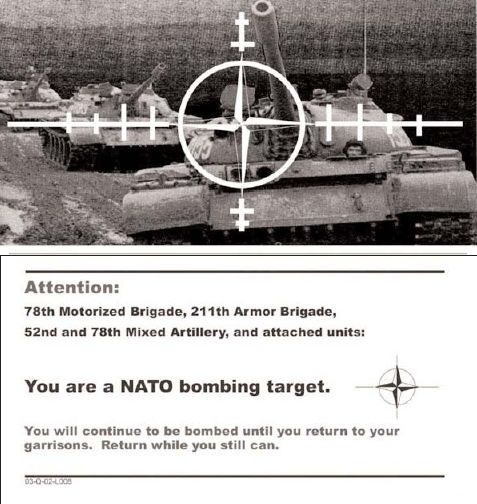
Guerra psicológica da OTAN

Os historiadores especializados em propaganda, Nicholas Cull, David Holbrook Culbert e David Welch, descreveram a Guerra do Kosovo como o "caso extremo do uso de propaganda por todos os lados no final do século XX", e também como a primeira guerra em que a internet desempenhou um papel significativo na campanha de propaganda.  Eles explicaram que os países da NATO consideram o apoio público às suas acções como “áreas críticas de vulnerabilidade”.  A estratégia incluía conferências de imprensa diárias especiais do governo e actualizações de sítios web. 
Durante a Guerra do Kosovo, a administração Clinton e os funcionários da NATO foram acusados de inflacionar o número de albaneses kosovares mortos pelos sérvios  para justificar o envolvimento dos EUA no conflito.  O presidente dos EUA, Bill Clinton, comparou os acontecimentos do Kosovo ao Holocausto e à perseguição dos judeus durante a Segunda Guerra Mundial.  A administração referiu-se repetidamente à situação no Kosovo como um genocídio.   Em 16 de maio de 1999, o secretário de Defesa William Cohen apareceu no programa Face the Nation da CBS e sugeriu que 100.000 homens poderiam ter sido assassinados.  Os exames do pós-guerra revelaram que as declarações de genocídio e os números de vítimas tinham sido grandemente exagerados.     O cientista político canadiano Mark Wolfgram disse que fontes da comunicação social ocidental apresentaram as execuções na aldeia de Rogovo, perto de Gjakova, como sendo o assassinato de albaneses étnicos, mas não afirmaram que a maioria dos mortos eram combatentes ou apoiantes do Exército de Libertação do Kosovo (ELK), conforme relatado por uma investigação da Organização para a Segurança e Cooperação na Europa (OSCE).  Rudolf Scharping, o Ministro da Defesa alemão, descreveu os assassinatos como um massacre de civis. 
Wolfgram afirmou que o massacre de Račak foi um crime de guerra comprovado, mas afirmou que havia muitas partes problemáticas na história, conforme relatada e manipulada pela administração Clinton, por exemplo, ignorando acriticamente o fato de que o KLA usou Račak como base para atacar alvos sérvios.  Após o massacre, a administração Clinton lançou uma “blitz de propaganda” para convencer o povo americano de que a intervenção na Jugoslávia era necessária.  O apoio público à intervenção entre os cidadãos americanos permaneceu apenas em cerca de 50%, mesmo após a grande atenção da mídia a Račak, que denotou que a guerra contra a Iugoslávia seria significativamente menos popular do que os conflitos e intervenções anteriores realizados pelos EUA em sua história recente.  As acusações de mutilação por decapitação eram falsas, mas atraíram muita atenção da mídia como suposta evidência de "barbárie sérvia". 
Wolfgram também criticou as reportagens sobre a alegada Operação Ferradura e explicou que era claro que havia uma ação coordenada pelas forças de Milošević, mas a OTAN tentou fazer saber que estava reagindo a algo que estava em andamento desde novembro de 1998.  Muitos estudiosos, incluindo Sabrina P. Ramet, questionam a existência da Operação Ferradura.    Jing Ke demonstrou no seu estudo que o The Washington Times e o The Washington Post falharam ou ignoraram a cobertura de algumas das questões cruciais relacionadas com a crise do Kosovo, como a parte do Acordo de Rambouillet, o bombardeamento de alvos não militares e o bombardeamento da Rádio Televisão da Sérvia.  Philip Hammond concluiu que a cobertura da campanha aérea da NATO pela comunicação social britânica “encontrou problemas familiares de gestão de notícias e de propaganda” que foram observados nas reportagens sobre os conflitos do pós-Guerra Fria. 

### Relatórios
- OHCHR (1993). «Fifth periodic report on the situation of human rights in the territory of the former Yugoslavia submitted by Mr. Tadeusz Mazowiecki»